# Química quântica
Química quântica é a teoria avançada igualada a química teórica, no qual aplicam-se ferramentas da mecânica quântica e teoria quântica de campos para abordar problemas em química. Visa descrever, explicar e prever o comportamento de sistemas físico-químicos microscópicos, com base no comportamento eletrônico de átomos, moléculas íons e redes cristalinas, como as relacionadas com sua reatividade. Este campo científico situa-se na fronteira entre a química e a física, e significativas contribuições tem sido feitas por cientistas de ambos os campos. Ela tem uma forte e ativa sobreposição com os campos da física atômica e física molecular, assim como com a físico-química.

## Limitações
A química quântica descreve o comportamento fundamental da matéria na escala molecular. Ou seja, a princípio, permite descrever todos os sistemas químicos usando-se esta teoria. Na prática, somente os mais simples sistemas químicos podem realisticamente ser investigados em termos mecânico quânticos, dada a imensa elaboração necessária do formalismo matemático para se analisar sistemas mais complexos, e aproximações devem ser feitas para propósitos mais prático (e.g., métodos Hartree-Fock, pós Hartree-Fock ou teoria do funcional da densidade, ver química computacional para mais detalhes).
Não obstante, com o excepcional progresso das técnicas computacionais, se pode tomar para estudo sistemas cada vez mais complicados, graças a uma fartura de métodos computacionais.No aspecto puramente computacional, um exemplo disso é o Método de Monte Carlo para cálculo das integrais resultantes dos modelos teóricos. Outro tópico importante é a técnica das perturbações, onde o sistema a ser analisado é aproximado por outro mais simples, do qual o primeiro é considerado uma perturbação.
Dado que uma compreensão detalhada de mecânica quântica não é necessária para a maior parte da química, como as implicações importantes da teoria (principalmente a aproximação orbital) pode ser entendida e aplicada em termos mais simples.

## Fundamentos
Em mecânica quântica o Hamiltoniano, ou o estado físico, de uma partícula pode ser expresso como a soma de dois operadores, um correspondendo a energia cinética e outro a energia potencial. O Hamiltoniano na equação de onda de Schrödinger usada na química quântica não contém termos para o spin do elétron.
Soluções da equação de Schrödinger para o átomo de hidrogênio resulta a forma da função de onda para orbitais atômicos, e a energia relativa dos vários orbitais. A aproximação orbital pode ser usada para entender-se os outros átomos e.g. hélio, lítio e carbono.

### Postulados daMecânica Quântica
Existem cinco postulados referentes a Mecânica Quântica, os quais servem de base para a resolução de problemas em Química Quântica. A Mecânica Quântica estuda a matéria a partir da dualidade onda-partícula, e entende que uma partícula se distribui no espaço como onda, ao invés de se deslocar no espaço com trajetória definida. Nela o caráter determinístico da trajetória é substituído por um caráter probabilístico da função de onda. 

#### 1 - A função de onda e suas informações:
O estado de um sistema é descrito por uma função Ψ das coordenadas espaciais e do tempo. Em outras palavras, este postulado vai nos dizer que todas as informações do sistema, poderão ser determinadas na função de onda. Esta função deve ser uniforme, contínua e de derivadas contínuas (como mostra a imagem a seguir) sendo assim será possível elevar a função ao quadrado e a integrar, nos dando um valor real.

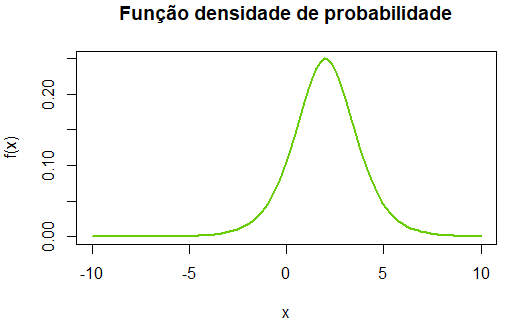
Gráfico da função densidade de probabilidade - uniforme, contínua e que pode se obter derivadas contínuas

#### 2 - Os Operadores
Um operador indica as operações matemáticas que devem ser realizadas sobre uma função. Para qualquer observável físico vai existir um operador, linear e Hermitiano. Os operadores Hermitianos possuem dois teoremas, os quais afirmam que os autovalores de um operador são reais e as autofunções de um operador são ortogonais. Encontramos estes operadores escrevendo a expressão clássica para o observável em termos das coordenadas de posição e componentes do momento linear, passando para os seguintes temos:

Operadores da Posição e do Momento

#### 3 - Os valores dos Observáveis Físicos
Os valores que se obtém ao medir uma propriedade de um sistema, são autovalores do operador. Seja A uma matriz quadrada n x n. Um autovalor de A é um vetor, não nulo, v, tal que: Av = λv para algum escalar λ. O escalar de λ é chamado de autovalor, isto é, quando existe uma solução não trivial v de Av = λv. Já o vetor v é chamado de autovetor associado ao autovalor λ. 

#### 4- Valor Médio
Partindo do ponto que a função da onda (Ψ), esteja normalizada o valor médio de um observável físico no tempo, será a Integral da função conjugada, o operador e a função da onda:

Representação do valor médio

#### 5 - Evolução Temporal
Para representar um sistema, em mecânica quântica, e sua evolução no tempo é utilizada a equação de Schrödinger dependente do tempo:

Equação de Schrödinger dependente do tempo

## História
A história da mecânica quântica essencialmente inicia com a descoberta em 1838 dos raios catódicos por Michael Faraday, o estabelecimento em 1859 do problema da radiação de corpo negro apresentado por Gustav Kirchhoff, a sugestão em 1877 por Ludwig Boltzmann que os estados de energia de um sistema físico poderiam ser discretos, e a hipótese quântica (da existência do quantum)) de Max Planck que qualquer energia radiante de origem atômica poderia teoricamente ser dividida em um número de elementos discretos de energia ε tais que cada um destes elementos de energia é proporcional à frequência ν com a qual cada um deles individualmente irradia energia, como definido pela seguinte equação:
{\displaystyle \epsilon =h\nu \,}
onde h é um valor numérico chamado constante de Planck. Então, em 1905, para explicar o efeito fotoelétrico (1839), i.e., que a luz que ilumina certos materiais pode agir ejetando elétrons deste material, Albert Einstein postulou, baseado na hipótese do quantum de Planck, que a luz em si consistia de partículas quântica, as quais posteriormente vieram a ser chamadas fótons (1926).  Nos anos seguintes, esta base teórica lentamente começou a ser aplicada às estruturas químicas, reatividade, e ligações.

## Estrutura eletrônica

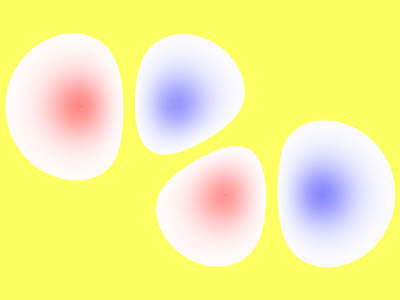
Anti-orbital π-Orbital do Butadieno

O primeiro passo em resolver-se um problema em química quântica é normalmente resolvendo-se a equação de Schrödinger (ou equação de Dirac em química quântica relativística) com o Hamiltoniano molecular. Isto é chamado "determinar-se a estrutura eletrônica" da molécula. Disto pode-se afirmar que a estrutura eletrônica de uma molécula ou cristal implica essencialmente em suas propriedades químicas. Uma solução exata para a equação de Schrödinger pode somente ser obtida para o átomo de hidrogênio.  Já que todos os outros sistemas atômicos, ou moleculares, envolvem os movimentos de três ou mais "partículas", suas equações de Schrödinger não podem ser resolvidas exatamente e então soluções aproximadas devem ser procuradas.

### Modelo de onda
A fundação da mecânica quântica e da física quântica é o modelo de onda, no qual o átomo é um pequeno, denso, núcleo positivamente carregado circundado por elétrons. Diferentemente do anterior modelo de Bohr do átomo, entretanto, o modelo de onda descreve os elétrons como "nuvens" movendo-se em orbitais, e suas posições são representadas por distribuições de probabilidade mais que por pontos discretos. A força deste modelo reside em seu poder de predição. Especificamente, ele prediz o padrão de elementos quimicamente similares encontrados na tabela periódica. O modelo de onda é assim nomeado porque elétrons exibem propriedades tradicionalmente associadas com ondas (tais como interferência). Ver dualidade onda-partícula.

### Ligação de valência
Embora as bases matemáticas da física quântica tenham sido previstas por Schrödinger em 1926, é geralmente aceito que os primeiros cálculos verdadeiros em física quântica foram os dos físicos alemães Walter Heitler e Fritz London sobre a molécula do hidrogênio (H2) em 1927. O método de Heitler e London foi estendido pelo físico teórico John C. Slater e pelo químico teórico Linus Pauling, estadunidenses, tornando-se o método de ligação de valência, em inglês Valence-Bond (VB) [ou método Heitler-London-Slater-Pauling (HLSP)]. Neste método, atenção é primeiramente direcionada às interações de pares entre átomos, e este método, portanto, correlaciona-se estreitamente com esboços químicos clássicos de ligações.

### Orbital molecular
Uma abordagem foi desenvolvida em 1929 por Friedrich Hund e Robert S. Mulliken, na qual elétrons são descritos por funções matemáticas distribuídas ao longo de uma molécula inteira. A abordagem Hund-Mulliken ou método do molecular orbital (MO) (do inglês molecular orbital é menos intuitiva para químicos, mas mostrou-se capaz de predizer propriedades espectroscópicas melhor que o método VB. Esta abordagem  é a base conceitual dos método Hartree-Fock e posteriormente pós-Hartree-Fock.

### Teoria do funcional da densidade
O modelo de Thomas-Fermi foi desenvolvido independentemente por Thomas e Fermi em 1927. Esta foi a primeira tentativa de descrever sistemas de muitos elétrons com base na densidade eletrônica em vez de funções de onda, apesar de não ter sido muito bem sucedida no tratamento de moléculas inteiras. O método forneceu a base para o que agora é conhecido como teoria do funcional da densidade. Embora este método seja menos desenvolvido do que métodos pós-Hartree-Fock, seus baixos requerimentos computacionais lhe permitiram resolver moléculas poliatômicas maiores e portanto macromoléculas, o que o tem feito ser o método mais usado em química computacional na atualidade.

## Dinâmica química
Um passo posterior pode consistir da solução da equação de Schrödinger com o Hamiltoniano molecular total de maneira a estudar-se o movimento de moléculas. A solução direta da equação de Schrödinger é chamada dinâmica molecular quântica, dentro da qual a aproximação semiclássica dinâmica molecular semiclássica, e dentro da estrutura da mecânica clássica a dinâmica molecular (MD, do inglês molecular dynamics). Abordagens estatísticas, usando por exemplo o método de Monte Carlo, são também possíveis.

### Dinâmica química adiabática
Em dinâmica adiabática, interações interatômicas são representadas por potenciais escalares chamados superfícies de energia potencial. Isto é a aproximação de Born-Oppenheimer introduzida por Born e Oppenheimer em 1927. Aplicações pioneiras disto em química foram realizadas por Rice e Ramsperger em 1927 e Kassel em 1928, e generalizada na teoria RRKM em 1952 por Marcus que tomou a teoria do estado de transição desenvolvido por Eyring em 1935 reservadamente. Estes métodos permitem estimativas simples de taxas de reações unimoleculares de poucas características da superfície potencial.

### Dinâmica química não-adiabática
Dinâmica não-adiabática consiste de tomar-se a interação entre diversas superfícies de energia potencial (correspondente a diferentes estados quânticos eletrônicos da molécula). Os termos de acoplamento são chamados acoplamentos vibrônicos. O trabalho pioneiro neste campo foi feito por Stueckelberg, Landau, e Zener nos anos 1930, neste trabalho no que é hoje conhecido como transição de Landau-Zener. Sua fórmula permite estabelecer a probabilidade de transição entre duas curvas potenciais diabáticas na vizinhança de um cruzamento evitado a ser calculado.

## Química quântica e teoria quântica de campos
A aplicação da teoria quântica de campos (QFT, do inglês quantum field theory) a sistemas químicos e teorias tornou-se cada vez mais comum nas modernas ciências físicas. Um das primeiras e mais fundamentalmente explícitas aparições disto é visto na teoria do fotomagneton. Neste sistema, plasmas, os quais são onipresentes tanto em física quanto em química, são estudadas de maneira a determinar a quantização básica do campo bosônico subjacente.  Entretanto, a teoria quântica de campos é de interesse em muitos campos em química, incluindo: química nuclear, astroquímica, sonoquímica, e hidrodinâmica quântica. Métodos teóricos de campos tem também sido críticos no desenvolvimento ab initio da teoria de Hamiltonianos efetivos de métodos de pi-elétron semi-empíricos.

### Palestras do Prêmio Nobel por químicos quânticos
- Walter Kohn's Nobel lecture (em inglês)
- Rudolph Marcus' Nobel lecture (em inglês)
- Robert Mulliken's Nobel lecture (em inglês)
- Linus Pauling's Nobel lecture (em inglês)
- John Pople's Nobel lecture (em inglês)